# Общественная экологическая экспертиза
Обще́ственная экологи́ческая эксперти́за появилась в России в начале 1980-х годов. Первоначально развитие её носило довольно стихийный характер. Отсутствовало правовое регулирование общественного участия в экологической экспертизе, не были четко обозначены и формы этого участия. Первым документом, внесшим некоторую определенность, стал Федеральный закон «Об охране окружающей природной среды» (1991 г.). В законе упоминалось, что государственная экологическая экспертиза должна проходить гласно, с участием общественности, а также впервые законодательно закреплялось понятие «общественная экологическая экспертиза». Вторым нормативным актом в этой области явился Федеральный закон «Об экологической экспертизе» (1995 г.), существенно изменивший права общественности.

## Характеристики
Общественная экологическая экспертиза организуется и проводится по инициативе граждан и общественных организаций (объединений), а также по инициативе органов местного самоуправления общественными организациями (объединениями), основным направлением деятельности которых в соответствии с их уставами является охрана окружающей природной среды, в том числе организация и проведение экологической экспертизы, и которые зарегистрированы в порядке, установленном законодательством Российской Федерации". (статья 20 ФЗ «Об экологической экспертизе»).
Чтобы провести ОЭЭ, нужно подать заявление общественных организаций (объединений) о её проведении для получения государственной регистрации.
Согласно Статье 19 Федерального закона «Об экологической экспертизе» граждане (гражданин) и общественные организации (общественная организация) (объединения) в области экологической экспертизы имеют право:
- выдвигать предложения о проведении общественной экологической экспертизы,
- получать информацию о результатах её проведения, о начале и результатах её проведения.
- осуществлять иные действия в области экологической экспертизы, не противоречащие законодательству РФ.

Кроме того, организации, осуществляющие общественную экспертизу, имеют право:
- получать от заказчика документацию, подлежащую экологической экспертизе,
- знакомиться с нормативно-технической документацией,
- участвовать в качестве наблюдателей через своих представителей в заседаниях экспертных комиссий государственной экологической экспертизы
- участвовать в проводимом ими обсуждении заключений общественной экологической экспертизы (Статья 22).

ОЭЭ не может проводиться в отношении объектов, сведения о которых составляют государственную, коммерческую и (или) иную охраняемую законом тайну.
Экспертная комиссия работает самостоятельно, причем эксперты несут ответственность за качество заключений в соответствии с действующим законодательством. Затем организация-инициатор утверждает сводное заключение и направляет его для ознакомления всем заинтересованным лицам.
ОЭЭ — это эффективный инструмент общественного участия, она позволяет дать оценку качеству подготовки проектной документации и сделать выводы о возможных экологических, социально-экологических и экономических последствиях реализации проекта.
В связи с тенденцией сокращения функций государственного аппарата роль и значимость общественной экологической экспертизы будут постепенно возрастать.
Общественная экспертиза является тем инструментом, который позволяет установить диалог между интересами населения, общественным мнением (общественное мнение) и формальными процедурами проектно-инвестиционного цикла.